# Liste des maires de Billom

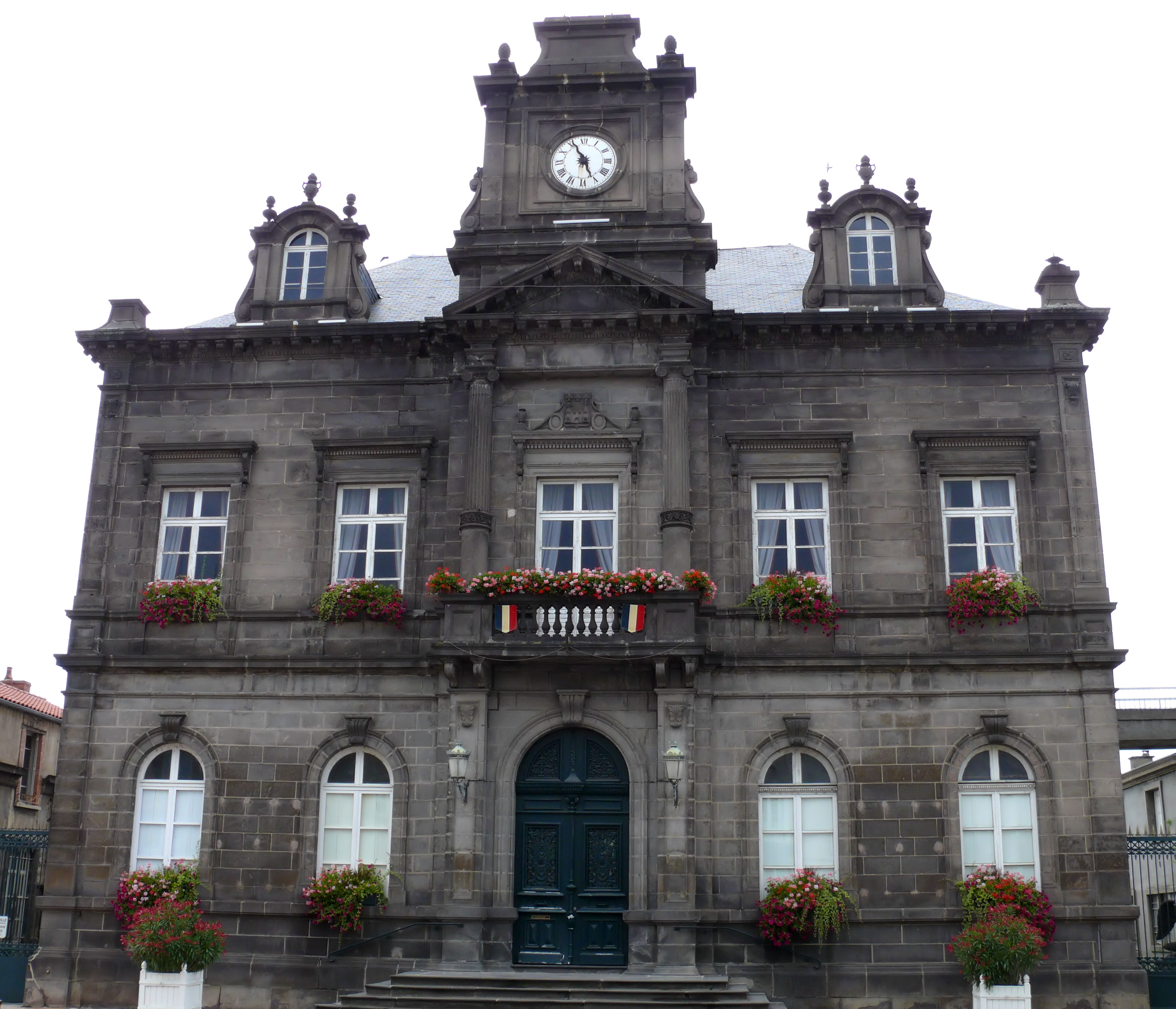
Mairie de Billom.

Cet article dresse une liste par ordre de mandat des maires de Billom.

## Liste des maires
| Période         | Période                | Identité                    | Étiquette    | Qualité                                                                                   |
| --------------- | ---------------------- | --------------------------- | ------------ | ----------------------------------------------------------------------------------------- |
| 11 mars 1789    | 27 octobre 1795        | Jean-Antoine Huguet         |              | Avocat au Parlement Député de la province                                                 |
| 27 octobre 1795 |                        | M. Laroche                  |              | Commissaire du pouvoir exécutif                                                           |
| 1824            | 1826                   | M. Lasteyras                |              | Conseiller général                                                                        |
| 1841            |                        | Louis Coirier               |              |                                                                                           |
| 24 février 1848 | 8 décembre 1851        | Anselme Vincent Peturet     |              | Avocat                                                                                    |
|                 | 1870                   | M. Laroche                  |              | Notaire                                                                                   |
| 1870            |                        | Guillaume Ligier de Laprade |              |                                                                                           |
|                 | 1883                   | Jean Baptiste Joseph Marret |              |                                                                                           |
|                 | 1892                   | Émile Clappier              |              |                                                                                           |
| 1892            | 1898                   | Alfred Thomas               |              |                                                                                           |
| 1899            |                        | Antoine Moillier            |              |                                                                                           |
|                 | 1925                   | Antoine Grimard             |              |                                                                                           |
| 1925            | 1931                   | François Moillier           |              |                                                                                           |
| 1931            | 1935                   | Albert Faidides             |              |                                                                                           |
| 1935            | 1940                   | Fernand Guillon             |              |                                                                                           |
| 1940            | 1943                   | Albert Faidides             |              |                                                                                           |
| 1943            | 1944                   | Paul Pitavy                 |              |                                                                                           |
| 1944            | 1945                   | Fernand Guillon             |              |                                                                                           |
| 1946            | 1962                   | Antoine Dischamps           |              |                                                                                           |
| 1962            | 1965                   | Paul Coulodon               |              |                                                                                           |
| 1965            | 1983                   | Yves Guillon                | SFIO puis PS | Conseiller général du canton de Billom (1967 → 1992)                                      |
| 1983            | 1989                   | Louis Guet                  | DVD          |                                                                                           |
| 1989            | 1995                   | Yves Guillon                | PS           | Conseiller général du canton de Billom (1967 → 1992)                                      |
| 1995            | 2001                   | Michel Glass                | DVG          | Médecin                                                                                   |
| 2001            | 4 octobre 2015 (décès) | Pierre Guillon              | PS           | Fonctionnaire, attaché administratif Conseiller général du canton de Billom (2008 → 2011) |
| 5 février 2016  | En cours               | Jean-Michel Charlat         | PCF          | Employé                                                                                   |

## Pour approfondir